# Michal Jordán
Michal Jordán (* 17. července 1990, Zlín) je český hokejový obránce.

## Hráčská kariéra
S profesionálním hokejem začínal v rodném Zlíně, kde hrával v mládežnických kategoriích. V roce 2008 byl draftován ve 4. kole, celkově 105. týmem Carolina Hurricanes. V roce 2007 odešel do zámoří, a to do týmu Windsor Spitfires, kde odehrál 22 zápasů. Poté byl 13. listopadu 2007 vyměněn společně s Mattem Hackettem, druhým kolem draftu OHL 2008 a třetím kolem draftu OHL 2009 za Michala Neuvirtha, Toma Kanea a 4. kolo draftu OHL 2009 do týmu Plymouth Whalers . V týmu odehrál tři sezóny a v sezóně 2008/09 se stal nejlepším střelcem na pozici obránce v týmu. 16. dubna 2010 podepsal smlouvu na tři roky s týmem Carolina Hurricanes. V sezóně 2010/11 hrával jenom na nové farmě Hurricanes v Charlotte Checkers, se kterým došel až do finále konferencí.

## Ocenění a úspěchy
- 2008 MS-18 D1A - Nejlepší obránce
- 2008 MS-18 D1A - Nejlepší nahrávač mezi obránci
- 2013 AHL - All-Star Game

## Prvenství

### NHL
- Debut - 14. února 2013 (Carolina Hurricanes proti Toronto Maple Leafs)
- První asistence - 14. února 2015 (Minnesota Wild proti Carolina Hurricanes)
- První gól - 16. února 2015 (Ottawa Senators proti Carolina Hurricanes, kanadskému brankáři Andrew Hammond)

### KHL
- Debut - 13. října 2016 (Ak Bars Kazaň proti Admiral Vladivostok)
- První asistence - 13. října 2016 (Ak Bars Kazaň proti Admiral Vladivostok)
- První gól - 29. října 2016 (Ak Bars Kazaň proti Avtomobilist Jekatěrinburg, ruskému brankáři Igor Ustinskij)

## Klubové statistiky
| Sezóna       | Klub                      | Soutěž       |    | Základní část | Základní část | Základní část | Základní část | Základní část |   | Play off | Play off | Play off | Play off | Play off |
| Sezóna       | Klub                      | Soutěž       | Z  | G             | A             | B             | TM            | Z             | G | A        | B        | TM       |          |          |
| 2005/2006    | HC Hamé Zlín 18'          | ČHL-18       | 43 | 7             | 15            | 22            | 12            | 5             | 0 | 1        | 1        | 2        |          |          |
| 2006/2007    | HC Hamé Zlín 18'          | ČHL-18       | 1  | 0             | 0             | 0             | 4             | —             | — | —        | —        | —        |          |          |
| 2006/2007    | HC Hamé Zlín 20'          | ČHL-20       | 40 | 7             | 11            | 18            | 22            | 12            | 1 | 5        | 6        | 12       |          |          |
| 2007/2008    | Windsor Spitfires         | OHL          | 22 | 1             | 5             | 6             | 12            | —             | — | —        | —        | —        |          |          |
| 2007/2008    | Plymouth Whalers          | OHL          | 39 | 5             | 17            | 22            | 32            | 4             | 0 | 3        | 3        | 6        |          |          |
| 2008/2009    | Plymouth Whalers          | OHL          | 58 | 12            | 30            | 42            | 39            | 11            | 0 | 3        | 3        | 12       |          |          |
| 2009/2010    | Plymouth Whalers          | OHL          | 41 | 13            | 19            | 32            | 18            | 9             | 0 | 5        | 5        | 8        |          |          |
| 2010/2011    | Charlotte Checkers        | AHL          | 67 | 4             | 14            | 18            | 35            | 16            | 0 | 2        | 2        | 0        |          |          |
| 2011/2012    | Charlotte Checkers        | AHL          | 76 | 4             | 18            | 22            | 43            | —             | — | —        | —        | —        |          |          |
| 2012/2013    | Charlotte Checkers        | AHL          | 54 | 6             | 10            | 16            | 22            | 1             | 0 | 1        | 1        | 0        |          |          |
| 2012/2013    | Carolina Hurricanes       | NHL          | 5  | 0             | 0             | 0             | 2             | —             | — | —        | —        | —        |          |          |
| 2013/2014    | Charlotte Checkers        | AHL          | 70 | 4             | 21            | 25            | 20            | —             | — | —        | —        | —        |          |          |
| 2014/2015    | Charlotte Checkers        | AHL          | 30 | 2             | 9             | 11            | 4             | —             | — | —        | —        | —        |          |          |
| 2014/2015    | Carolina Hurricanes       | NHL          | 38 | 2             | 4             | 6             | 4             | —             | — | —        | —        | —        |          |          |
| 2015/2016    | Charlotte Checkers        | AHL          | 4  | 3             | 0             | 3             | 0             | —             | — | —        | —        | —        |          |          |
| 2015/2016    | Carolina Hurricanes       | NHL          | 36 | 1             | 0             | 1             | 12            | —             | — | —        | —        | —        |          |          |
| 2016/2017    | Ak Bars Kazaň             | KHL          | 27 | 2             | 5             | 7             | 4             | 9             | 1 | 1        | 2        | 0        |          |          |
| 2017/2018    | Amur Chabarovsk           | KHL          | 48 | 2             | 6             | 8             | 8             | 5             | 0 | 1        | 1        | 4        |          |          |
| 2018/2019    | Amur Chabarovsk           | KHL          | 54 | 2             | 13            | 15            | 16            | —             | — | —        | —        | —        |          |          |
| 2019/2020    | Amur Chabarovsk           | KHL          | 61 | 7             | 11            | 18            | 20            | —             | — | —        | —        | —        |          |          |
| 2020/2021    | Amur Chabarovsk           | KHL          | 40 | 9             | 11            | 20            | 12            | —             | — | —        | —        | —        |          |          |
| 2021/2022    | Amur Chabarovsk           | KHL          | 37 | 3             | 7             | 10            | 10            | —             | — | —        | —        | —        |          |          |
| 2022/2023    | Amur Chabarovsk           | KHL          | 22 | 2             | 9             | 11            | 8             | —             | — | —        | —        | —        |          |          |
| 2022/2023    | SC Rapperswil-Jona Lakers | NLA          | 19 | 0             | 4             | 4             | 8             | 6             | 0 | 1        | 1        | 2        |          |          |
| 2023/2024    | Pelicans                  | Liiga        | 56 | 9             | 14            | 23            | 56            | 17            | 1 | 2        | 3        | 0        |          |          |
| 2024/2025    | Pelicans                  | Liiga        | 51 | 5             | 12            | 17            | 12            | —             | — | —        | —        | —        |          |          |
| Celkem v NHL | Celkem v NHL              | Celkem v NHL | 79 | 3             | 4             | 7             | 18            | —             | — | —        | —        | —        |          |          |

## Reprezentace
V MS-18 2008 naskočil místo zraněného spoluhráče Jakuba Kaniu. V MSJ 2010 byl jmenován kapitánem týmu . Svůj první reprezentační zápas odehrál 1. dubna 2014 na Švédských hokejových hrách, o týden později se zúčastnil svého prvního Mistrovství světa v ledním hokeji v Minsku.
| Rok                       | Tým                       | Soutěž                    | Z  | G | A | B | TM |
| ------------------------- | ------------------------- | ------------------------- | -- | - | - | - | -- |
| 2007                      | Česko 18                  | MS-18                     | 6  | 0 | 1 | 1 | 4  |
| 2008                      | Česko 18                  | MS-18 D1A                 | 5  | 0 | 5 | 5 | 6  |
| 2008                      | Česko 20                  | MSJ                       | 6  | 0 | 1 | 1 | 4  |
| 2009                      | Česko 20                  | MSJ                       | 6  | 0 | 1 | 1 | 0  |
| 2010                      | Česko 20                  | MSJ                       | 6  | 0 | 1 | 1 | 4  |
| 2014                      | Česko                     | MS                        | 9  | 0 | 1 | 1 | 2  |
| 2015                      | Česko                     | MS                        | 10 | 1 | 1 | 2 | 2  |
| 2016                      | Česko                     | MS                        | 8  | 1 | 0 | 1 | 10 |
| 2016                      | Česko                     | SP                        | 3  | 0 | 1 | 1 | 2  |
| 2018                      | Česko                     | OH                        | 5  | 1 | 0 | 1 | 2  |
| 2018                      | Česko                     | MS                        | 7  | 0 | 0 | 0 | 0  |
| 2022                      | Česko                     | MS                        | 9  | 0 | 2 | 2 | 2  |
| 2023                      | Česko                     | MS                        | 8  | 0 | 0 | 0 | 0  |
| Juniorská kariéra celkově | Juniorská kariéra celkově | Juniorská kariéra celkově | 29 | 0 | 9 | 9 | 18 |
| Seniorská kariéra celkově | Seniorská kariéra celkově | Seniorská kariéra celkově | 59 | 3 | 5 | 8 | 20 |